# Christian Hamburger
Christian Hamburger (19 de febrero de 1904 - 6 de octubre de 1992)fue un médico endocrinólogo danés. Desarrolló su carrera en Copenhague y es conocido por haber supervisado el proceso de reasignación de sexo de Christine Jorgensen, quien adoptó su nombre como homenaje a él.

## Carrera
Christian Hamburger nació en 1904 en Copenhague, dentro de una familia acomodada; su padre también era médico.Realizó sus estudios de medicina en la misma ciudad entre 1928 y 1932.Se introdujo en el campo de la endocrinología en 1930 y, tras presentar su tesis doctoral en 1933, asumió la dirección del Departamento de Hormonas en el Statens Serum Institut, un centro de investigación médica.En 1936, pasó medio año en Nueva York gracias a una beca de la Fundación Rockefeller.Fue uno de los fundadores de la Sociedad Danesa de Endocrinología en 1947, organización que presidió hasta 1972. Además, al crearse Acta Endocrinologica en 1948 —actualmente conocida como la Revista Europea de Endocrinología—, fue nombrado editor asociado y luego ejerció como editor jefe desde 1960 hasta su retiro en 1973.
Las primeras investigaciones de Christian Hamburger estuvieron enfocadas en las gonadotropinas. Fue pionero al comprobar que la orina de varones castrados contenía hormona folículoestimulante.En su tesis doctoral, demostró que la gonadotropina hallada en la orina de mujeres embarazadas era generada por el tejido coriónico y no por la glándula pituitaria, motivo por el cual la denominó gonadotropina coriónica humana.Más adelante, sus estudios incluyeron temas como los andrógenos, los 17-cetosteroides, las sustancias que inhiben las gonadotropinas y las distintas formas de administrar hormonas sexuales.
Christian Hamburger ganó reconocimiento internacional en 1952tras encargarse del tratamiento de Christine Jorgensen, una mujer transgénero estadounidense que buscaba realizar una transición de hombre a mujer. Durante su atención médica, Jorgensen recibió terapia hormonal con estrógenos y se sometió a cirugías como la penectomía y la orquidectomía. Hamburger defendía la idea de que negar atención médica a mujeres trans era éticamente inaceptable, ya que el objetivo debía ser hacer sus vidas lo más llevaderas posible. También opinaba que la psicoterapia no ofrecía beneficios en estos casos. La escritora Gordene Olga MacKenzie, en su libro Transgender Nation (1994), identificó a Hamburger junto a Harry Benjamin como figuras clave en el surgimiento de la ideología clínica moderna sobre la transexualidad. Según ella, el caso de Jorgensen marcó un hito para los tratamientos trans en Estados Unidos.Por su parte, Richard F. Docter, autor de una biografía sobre Jorgensen publicada en 2013, señaló que aunque rara vez se le reconoce como tal, Hamburger fue en realidad el creador del protocolo moderno para el tratamiento de personas transexuales.